# Марджина (комуна)
Марджина (рум. Margina) — комуна у повіті Тіміш в Румунії. До складу комуни входять такі села (дані про населення за 2002 рік):
- Брязова (259 осіб)
- Булза (34 особи)
- Гроші (119 осіб)
- Зорань (107 осіб)
- Кошевіца (61 особа)
- Коштею-де-Сус (188 осіб)
- Марджина (970 осіб)
- Немешешть (121 особа)
- Сінтешть (497 осіб)

Комуна розташована на відстані 338 км на північний захід від Бухареста, 80 км на схід від Тімішоари, 145 км на південний захід від Клуж-Напоки.

## Населення
За даними перепису населення 2002 року у комуні проживали 2356 осіб.
Національний склад населення комуни:
| Національність | Кількість осіб | Відсоток |
| -------------- | -------------- | -------- |
| румуни         | 2188           | 92,9%    |
| українці       | 104            | 4,4%     |
| угорці         | 35             | 1,5%     |
| цигани         | 10             | 0,4%     |
| словаки        | 10             | 0,4%     |
| німці          | 7              | 0,3%     |
| серби          | 1              | < 0,1%   |
| італійці       | 1              | < 0,1%   |

Рідною мовою назвали:
| Мова       | Кількість осіб | Відсоток |
| ---------- | -------------- | -------- |
| румунська  | 2198           | 93,3%    |
| українська | 100            | 4,2%     |
| угорська   | 36             | 1,5%     |
| словацька  | 10             | 0,4%     |
| циганська  | 8              | 0,3%     |
| німецька   | 3              | 0,1%     |
| сербська   | 1              | < 0,1%   |

Склад населення комуни за віросповіданням:
| Релігія        | Кількість осіб | Відсоток |
| -------------- | -------------- | -------- |
| православні    | 1902           | 80,7%    |
| п'ятдесятники  | 237            | 10,1%    |
| баптисти       | 120            | 5,1%     |
| римо-католики  | 64             | 2,7%     |
| адвентисти     | 27             | 1,1%     |
| реформати      | 5              | 0,2%     |
| греко-католики | 1              | < 0,1%   |